# The New Republic
The New Republic (TNR), fondé le 7 novembre 1914, est un magazine américain d'opinion de publication bimensuelle (hebdomadaire avant mars 2007) édité à 101 000 exemplaires en 2001 et 50 000 exemplaires en 2013.
Selon le New York Times, TNR est idéologiquement positionné à gauche.

## Histoire
En 2012, le magazine, qui perd environ 3 millions de dollars par an, est racheté par Chris Hughes, cofondateur de Facebook. Hughes cherche un nouveau modèle d'affaires pour le magazine et y investit 20 millions de dollars. The New Republic passe de 20 à 10 exemplaires par an et déménage son siège de Washington à New York. Mais surtout, Hughes veut faire du magazine un magazine numérique. Plusieurs personnalités importantes, dont le rédacteur en chef Franklin Foer, quittent le magazine, qui perd alors 50 % de son lectorat en ligne. Devant l'échec de sa politique de relance, Hughes remet The New Republic à la vente en janvier 2016. Le magazine est vendu en février 2016 à Win McCormack (en), sous qui la publication revient à des positions plus progressistes,.

## Ligne éditoriale
Le magazine a soutenu historiquement une politique de centre gauche ou « progressiste ». Franklin Foer (en) considère que le journal défend en 2013 une philosophie de « centre gauche ».

## Publications marquantes
- L'expression « wisdom of repugnance » (litt. sagesse de la répugnance) fut créée en 1997 par  Leon Kass (en), directeur (de 2001 à 2005) du Conseil de bioéthique à la Présidence (en), dans un article de The New Republic[7], article développé davantage en 2001 dans le même magazine[8]